# Ahwar w południowym Iraku
Ahwar w południowym Iraku – wpisany w 2016 roku na listę światowego dziedzictwa UNESCO obszar znajdujący się w południowym Iraku, obejmujący trzy stanowiska archeologiczne z ruinami sumeryjskich miast (Ur, Uruk i Eridu) oraz cztery kompleksy mokradeł (arab. ‏أهوار‎, trb. ahwar) położone w delcie rzek Tygrys i Eufrat.

## Charakterystyka
Wpisane na listę światowego dziedzictwa UNESCO dobro ma charakter seryjny i składa się z siedmiu obiektów o łącznej powierzchni 211 544 ha. Każdy z nich otaczają strefy buforowe, których łączna powierzchnia wynosi 209 321 ha.
| Nr identyfikacyjny | Nazwa                                                  | Muhafaza       | Współrzędne                                   | Obszar (w ha) | Strefa buforowa (w ha) |
| ------------------ | ------------------------------------------------------ | -------------- | --------------------------------------------- | ------------- | ---------------------- |
| 1481-001           | Mokradła Al-Huwajza (arab. ‏هور الحويزة‎)                | Majsan         | 31°33′44,0″N 47°39′28,0″E/31,562222 47,657778 | 48 131        | 42 561                 |
| 1481-002           | Mokradła Al-Kurna (arab. ‏أهوار القرنة‎)                 | Zi Kar, Majsan | 31°05′07,0″N 47°03′15,0″E/31,085278 47,054167 | 62 435        | 83 958                 |
| 1481-003           | Mokradła Al-Hammar (arab. ‏هور الحمار‎), część wschodnia | Basra          | 30°44′21,0″N 47°26′19,0″E/30,739167 47,438611 | 20 342        | 12 721                 |
| 1481-004           | Mokradła Al-Hammar (arab. ‏هور الحمار‎), część zachodnia | Zi Kar         | 30°50′30,0″N 46°41′03,0″E/30,841667 46,684167 | 79 991        | 68 403                 |
| 1481-005           | Uruk (arab. ‏الوركاء‎)                                   | Al-Musanna     | 31°19′27,0″N 45°38′14,0″E/31,324167 45,637222 | 541           | 292                    |
| 1481-006           | Ur (arab. ‏أور‎)                                         | Zi Kar         | 30°57′47,0″N 46°06′11,0″E/30,963056 46,103056 | 71            | 317                    |
| 1481-007           | Eridu (arab. ‏إريدو‎)                                    | Zi Kar         | 30°49′01,0″N 45°59′45,0″E/30,816944 45,995833 | 33            | 1 069                  |
| Suma:              | Suma:                                                  | Suma:          | Suma:                                         | 211 544       | 209 321                |

Mokradła we współczesnym południowym Iraku ewoluowały stopniowo jako część równiny aluwialnej pod koniec orogenezy alpejskiej. Podczas ruchów górotwórczych tego okresu wypiętrzone zostały m.in. pobliskie góry Zagros. Decydującą rolę w kształtowaniu krajobrazu dolnej Mezopotamii odegrały wahania poziomu morza i zmiany klimatyczne wpływające na ilość wody dostarczanej na ten obszar przez tworzące liczne odnogi rzeki Tygrys i Eufrat oraz ich dopływy. Między 5000 a 3000 rokiem p.n.e. poziom morza był wyższy niż obecnie i linia brzegowa Zatoki Perskiej sięgała nawet ok. 200 km dalej w głąb lądu. Na północ od niej rozciągały się bagna.

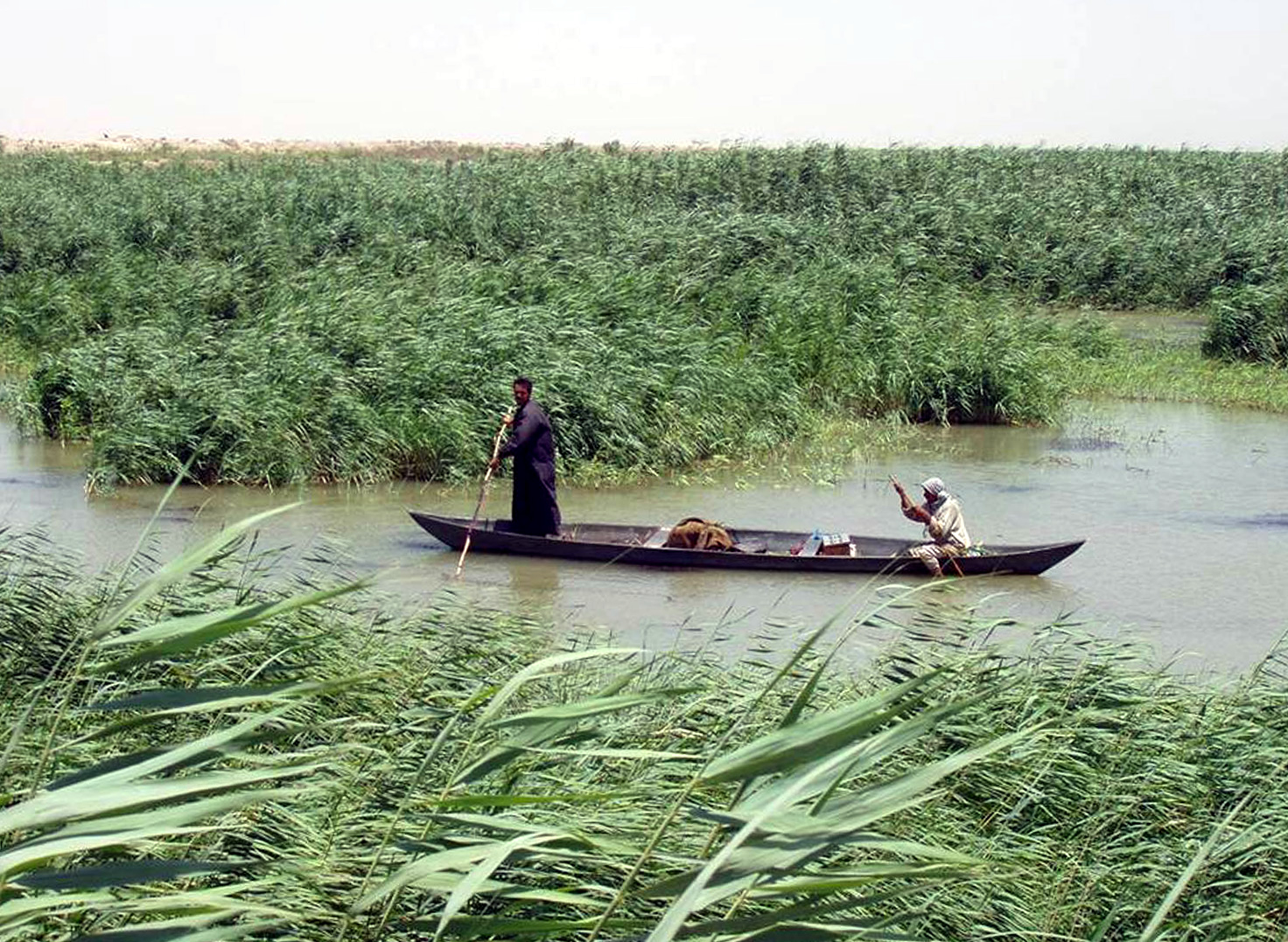
Madanowie na tradycyjnej łodzi Maszhuf pośród mokradeł (2003)

Podmokłe tereny w delcie obu wielkich rzek były miejscem, w którym powstały miasta Ur, Uruk i Eridu stanowiące komponenty kulturowe obszaru wpisanego na listę światowego dziedzictwa. Pierwotnie znajdowały się na obrzeżach bagien i stanowiły ważne miasta portowe południowej Mezopotamii. To tu powstało pismo oraz monumentalna jak na owe czasy architektura, obejmująca m.in. świątynie i zigguraty. Zachowane liczne dowody archeologiczne oraz teksty napisane pismem klinowym świadczą o kluczowym znaczeniu bagien dla gospodarki, wierzeń religijnych i światopoglądu kolejnych kultur zamieszkujących ten teren.
Gdy ok. 2000 roku p.n.e. nastąpiła regresja morza na tym obszarze, klimat południowej Mezopotamii stawał się coraz bardziej suchy, co doprowadziło do wysychania mokradeł i w konsekwencji do upadku Ur, Uruku i Eridu. Jednocześnie ok. 3 tys. lat temu na południowy wschód od miast zaczęły powstawać nowe kompleksy bagienne w kształcie znanym współcześnie. Są to mokradła Al-Huwajza (arab. ‏هور الحويزة‎) położone na granicy z Iranem, mokradła Al-Kurna (arab. ‏أهوار القرنة‎) oraz mokradła Al-Hammar (arab. ‏هور الحمار‎), składające się z części wschodniej i zachodniej.

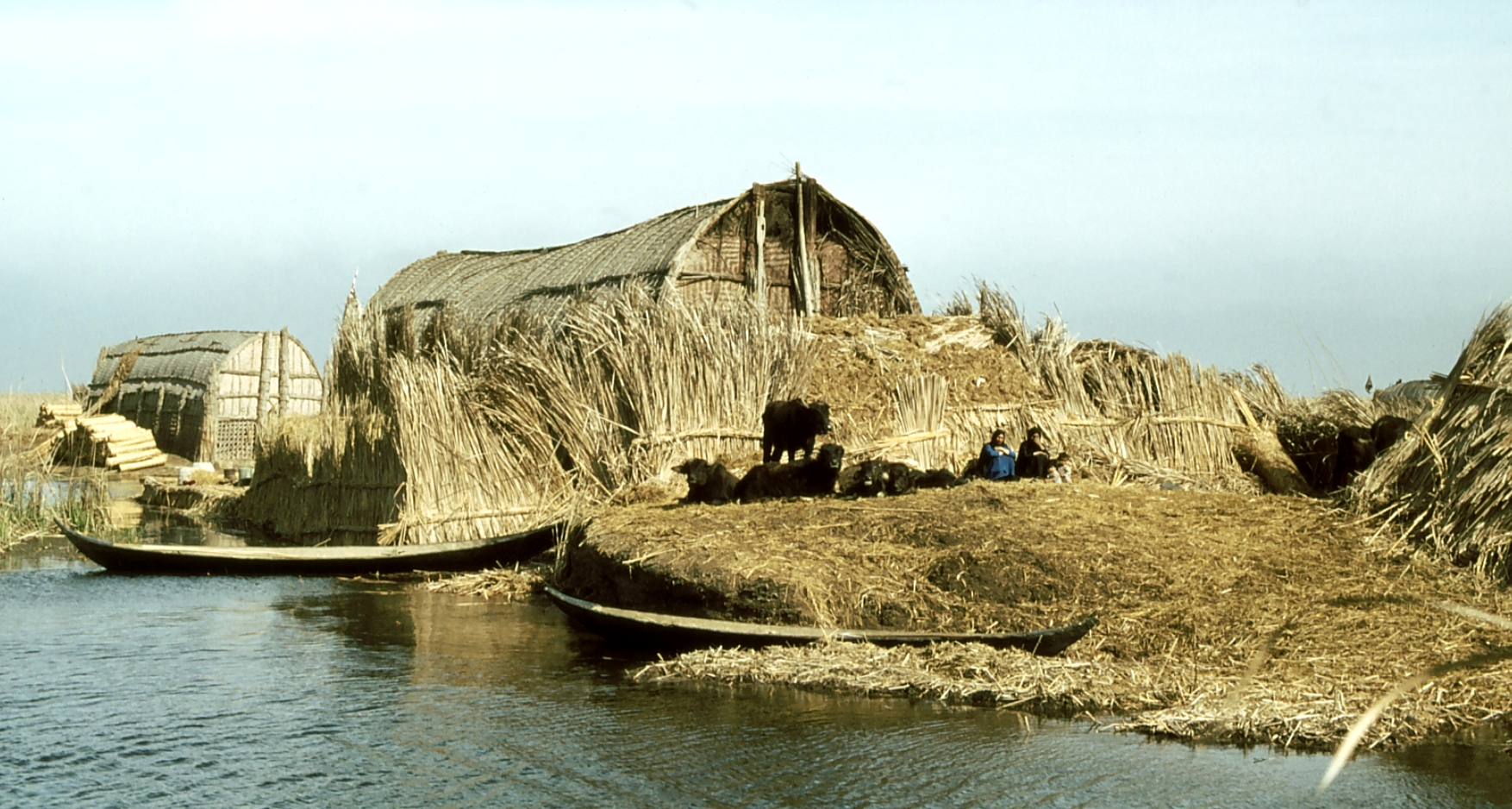
Trzcinowe domy Arabów błotnych (1978)

Mokradła południowego Iraku były zdaniem niektórych biblistów inspiracją do stworzenia opisu biblijnego raju, Edenu. Teren ten od wieków zamieszkują Madanowie (zwani też Arabami błotnymi) będący potomkami Sumerów oraz arabskich plemion przybyłych na ten obszar z Półwyspu Arabskiego. Arabowie błotni tradycyjnie budują na mokradłach pływające wyspy i domy z trzciny, zwane al-mudif (arab. ‏المضيف‎), które dawniej tworzyły całe wioski połączone sieciami kanałów. W 2023 roku sztuka budowania domów z trzciny i papirusu na bagnach południowego Iraku wpisana została na listę reprezentatywną niematerialnego dziedzictwa kulturowego ludzkości.
Gdy na początku lat 90. XX wieku w Iraku wybuchło wspierane przez Madanów powstanie szyitów przeciwko reżimowi Saddama Husajna, siły rządowe z rozkazu dyktatora zbombardowały obszar bagien. Następnie w ramach represji po upadku powstania rozpoczęto zakrojoną na szeroką skalę akcję osuszania mokradeł. Wybudowano sieć kanałów, grobli i zapór, co doprowadziło do katastrofy ekologicznej na tym obszarze. Tereny podmokłe, obejmujące w latach 70. XX wieku obszar o powierzchni niemal 9 tys. km², skurczyły się do 760 km². Tereny, które niegdyś zajmowały bagna, zamieniły się w półpustynię. Tysiące Madanów, których w latach 80. XX wieku żyło na tym terenie ok. 300 tys., zginęło, część z nich została przesiedlona w inne rejony Iraku, część natomiast wyemigrowała do sąsiedniego Iranu.
Po obaleniu w 2003 roku Saddama Husajna przystąpiono do rozbiórki budowli hydrotechnicznych i akcji renaturalizacji mokradeł koordynowanej przez UNEP oraz wspieranej przez fundusze m.in. Japonii i Włoch. Obecnie wszystkie wpisane na listę światowego dziedzictwa UNESCO tereny bagienne stanowią obszary wodno-błotne o znaczeniu międzynarodowym konwencji ramsarskiej, a także są ostojami ptaków IBA organizacji BirdLife International.

### Mokradła Al-Huwajza

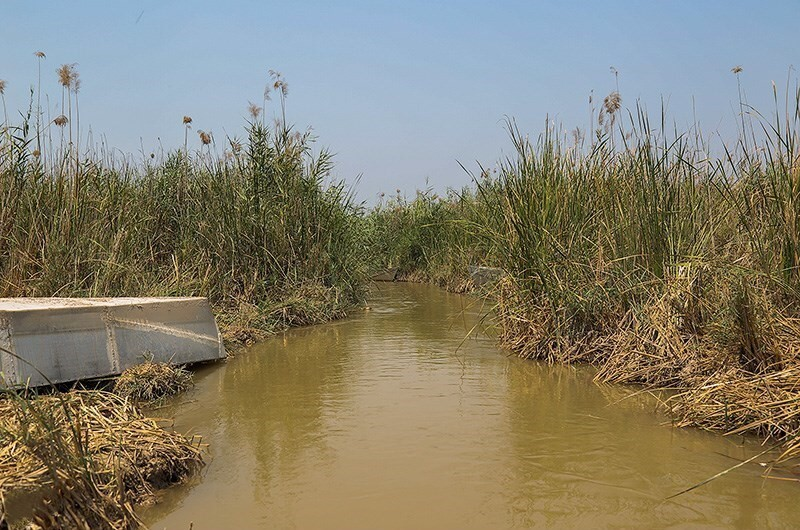
Mokradła Al-Huwajza (2021)

Bagna Al-Huwajza są położone najbardziej na północ spośród wpisanych na listę światowego dziedzictwa kompleksów mokradeł. W Iraku znajduje się ok. 75–80% ich powierzchni, pozostała część leży na terenie Iranu. Bagna te stanowią najbardziej nienaruszoną część systemu mokradeł w południowym Iraku, która dzięki zasilaniu wodami irańskiej rzeki Karche w znacznej mierze oparła się akcji osuszania z lat 90. XX wieku. Dzięki temu mokradła Al-Huwajza stanowiły schronienie dla wielu gatunków ptaków afrykańskich i indyjskich przylatujących na Bliski Wschód, które rozprzestrzeniły się na obszary pozostałych bagien po ich odtworzeniu. Podczas przeprowadzonych w latach 2005–2010 na mokradłach Al-Huwajza badań zaobserwowano występowanie tu 94 gatunków ptaków, w tym rzadkich i zagrożonych, takich jak trzciniak perski (Acrocephalus griseldis), sterniczka (Oxyura leucocephala), marmurka (Marmaronetta angustirostris) oraz tymalczyk iracki (Argya altirostris). Zimowały tu również orzeł cesarski (Aquila heliaca) i orlik grubodzioby (Aquila clanga). Jest to jedyny obszar w Iraku, gdzie żyje niewielka populacja lęgowa podgatunku wężówki afrykańskiej (Anhinga rufa subsp. chantrei). Faunę nieptasią reprezentuje m.in. endemiczny podgatunek wydry Lutrogale perspicillata maxwelli oraz żółw Rafetus euphraticus.
Do głównych zagrożeń dla tego obszaru zalicza się nawracające susze, wybudowany w 2009 roku na granicy iracko-irańskiej wał ziemny utrudniający dopływ wód od strony Iranu oraz inwestycje w sektorze naftowym.

### Mokradła Al-Kurna

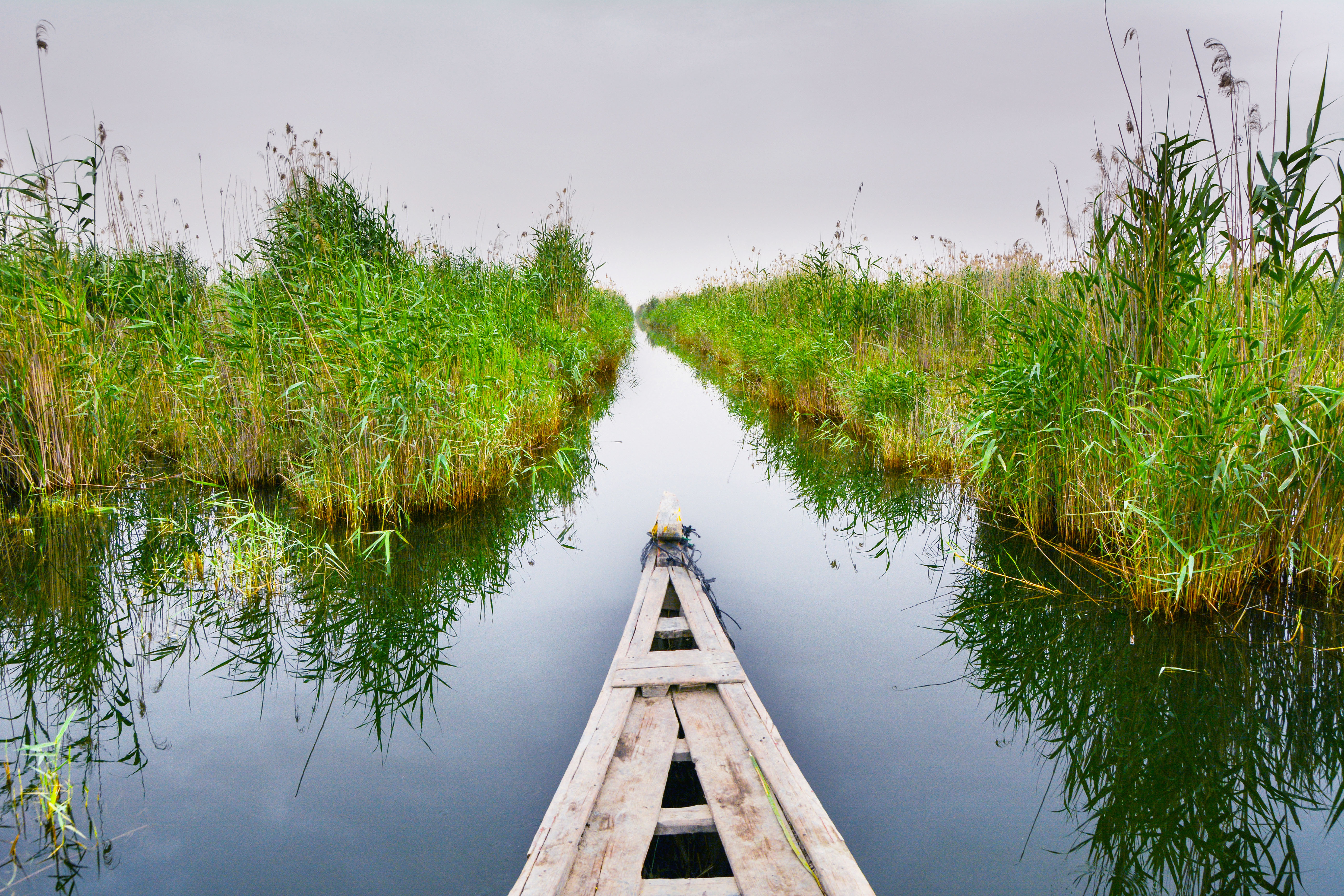
Mokradła Al-Kurna (2015)

Mokradła Al-Kurna stanowią centralny obszar ahwaru w południowym Iraku, położony na północ od rzeki Eufrat i na zachód od rzeki Tygrys. Podobnie jak mokradła Al-Huwajza są miejscem postoju i zimowania dla wielu gatunków ptaków migrujących z zachodniej Syberii i Azji Środkowej do wschodniej i południowej Afryki. Oprócz gatunków zamieszkujących bagna Al-Huwajza, zaobserwowano tu również m.in. lelka egipskiego (Caprimulgus aegyptius), wróbla palestyńskiego (Passer moabiticus), czajkę stepową (Vanellus leucurus), bilbila białouchego (Pycnonotus leucotis), stepówkę rudogardłą (Pterocles senegallus) i persówkę (Hypocolius ampelinus). Dawniej bagna miały charakter czysto słodkowodny, obecnie są częściowo słonawe. Brzegi zbiorników wodnych porastają gęste trzcinowiska z oczeretem Schoenoplectus litoralis, pałką południową (Typha domingensis) i trzciną pospolitą (Phragmites australis).

### Mokradła Al-Hammar

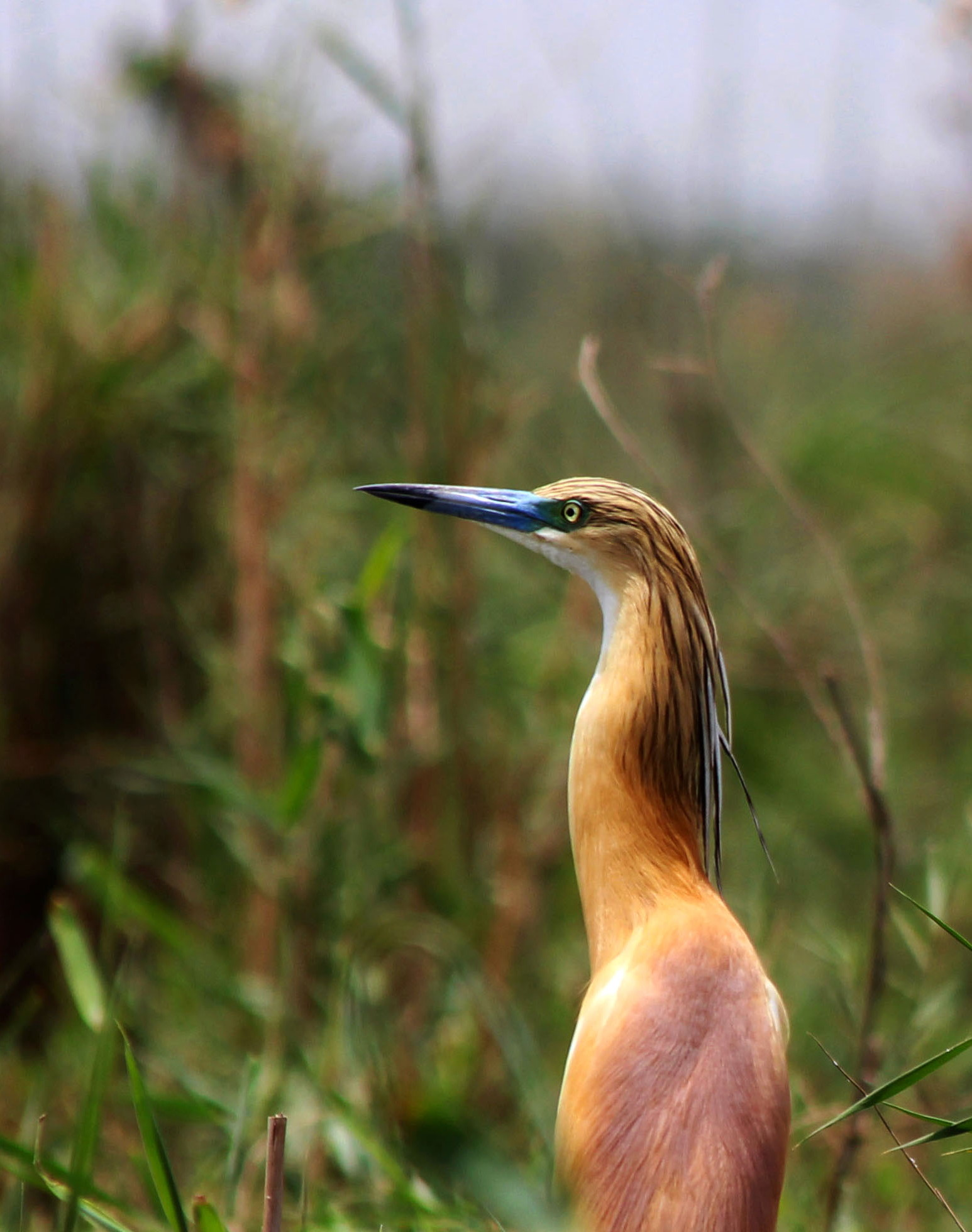
Czapla modronosa na bagnach Al-Kurna (2017)

Bagna Al-Hammar pierwotnie rozciągały się na długość ok. 50 km na zachód od rzeki Szatt al-Arab i na południe od Eufratu. Osuszenie środkowej części obszaru podmokłego i utworzenie w tym miejscu pola naftowego podzieliło kompleks na część wschodnią i zachodnią. Bagna, zwłaszcza ich część zachodnia, podzielone są na mniejsze fragmenty licznymi kanałami, drogami i nasypami, na których licznie budowane są tradycyjne domy z trzciny. Dużą część obszaru zajmują współcześnie pola ryżowe i plantacje palm daktylowych. Na mokradłach Al-Hammar słona woda morska przedostaje się w głąb lądu, co tworzy specyficzne warunki ekologiczne, w których ryby morskie wykorzystują bagna do rozrodu. Występują solniska z solirodem zielnym (Salicornia europaea). Ze względu na pływy obszar ten licznie zamieszkują ptaki brodzące. Podczas przeprowadzonych w latach 2005–2010 badań miejscowej awifauny, we wschodniej części mokradeł wykazano występowanie 81, a w zachodniej – 110 gatunków ptaków. Występują tu endemiczne podgatunki perkozka (Tachybaptus ruficollis iraquensis) i wrony siwej (Corvus corone capellanus), a także m.in. mewa cienkodzioba (Larus genei), skowron pustynny (Alaemon alaudipes), syczek arabski (Otus brucei), rybitwa białowąsa (Chlidonias hybrida) i sieweczka morska (Charadrius alexandrinus).
W latach 2005–2007 i 2009 wykazano występowanie 25 gatunków ryb; dominującym jest inwazyjna Tilapia zillii, żyje tu również narażona na wyginięcie Mesopotamichthys sharpeyi. Większość gatunków wykazuje cechy diadromiczne.
Innymi endemicznymi gatunkami zwierząt występującymi na mokradłach południowego Iraku, poza wyżej wymienionymi, są m.in. nesokia długoogonowa (Nesokia bunnii), myszoskoczka mezopotamska (Gerbillus mesopotamiae), Stenodactylus affinis, ibis czczony (Threskiornis aethiopicus) oraz czapla olbrzymia (Ardea goliath).